# Відродження (теологія)
Відродження, хоча іноді сприймається як крок в Ordo salutis («порядок спасіння»), в християнському богослов'ї, як правило, розуміється як об'єктивна дія Бога в житті боговірного. Духовно це означає, що Бог приводить людину до нового життя («друге народження») з попереднього стану відокремлення від Бога і підпорядкування тлінню смерті (Ефесянам 2:5). Таким чином, у лютеранському та римо-католицькому богослов'ї це, як правило, означає те, що відбувається під час хрещення. У кальвінізмі (реформатське богослов'я) та армініанському богослов'ї хрещення визнається зовнішнім знаком внутрішньої реальності, яка повинна слідувати за відродженням як знаком послуху Новому Заповіту; таким чином, методистські церкви вчать, що відродження відбувається під час нового народження.
Хоча точний грецький іменник «відродження» або «регенерація» (дав.-гр. παλιγγενεσία, лат. palingenesia) з'являється лише двічі в Новому Завіті (Матвія 19:28 та Тита 3:5), відродження представляє ширшу тему відтворення та духовного відродження.
Крім того, існує зміст, в якому відродження містить поняття «народитися знову» (Івана 3:3-8 і 1 Петра 1:3). Відродження також називають «другим народженням». Коли християни вірять в Ісуса Христа для свого спасіння, вони народжуються від Бога, «народжені від Нього» (1 Івана 5:1). В результаті того, що людина стає частиною Божої сім'ї, вона вірить, що стає іншим і новим створінням (2 Коринтян 5:17).

## Новий Завіт
У Матвія 19:28 Ісус говорить про «відродження» (наприклад, переклад у Женевській Біблії, Американській стандартній версії). У Новій міжнародній версії, йдеться про «оновлення всього», а Огієнко перекладає як «відновлення», подібно Філарету, а в перекладі Хоменка — про «новий світ» (нове буття, якщо за Турконякою). Куліш говорить про новонастання, що можна порівняти з трактуванням Хоменка і Турконяки.
У Тита 3:5 автор посилається на два аспекти милості, яку Бог виявив вірянам: «обмивання відродження (тобто хрещення) і оновлення Святим Духом».